# Campeonato Sudamericano de Clubes Campeones 2004
El Campeonato Sudamericano de Clubes Campeones 2004 fue la cuadrigésima primera edición de lo que era el torneo más importante de clubes de baloncesto en Sudamérica, después de la Liga Sudamericana de Clubes.
Fue realizado en Asunción.
El título de esta edición fue ganado por el Club Atlético Boca Juniors (Argentina).

## Equipos participantes
| País              | Equipo                                   |
| ----------------- | ---------------------------------------- |
| Argentina 1 cupo  | Club Atlético Boca Juniors               |
| Chile 1 cupo      | Provincial Llanquihue                    |
| Colombia 1 cupo   | Piratas de Medellín                      |
| Paraguay 1 cupo   | Deportivo San José                       |
| Perú 1 cupo       | Regatas Lima                             |
| Uruguay 1 cupo    | Defensor Sporting                        |
| Venezuela 2 cupos | Delfines de Miranda Guácharos de Maturín |